# Пам'ятки архітектури Новоушицького району
У Новоушицькому районі Хмельницької області згідно з даними управління культури, туризму і курортів Хмельницької облдержадміністрації станом на 2012 рік перебуває 1 пам'ятка архітектури.
| № пп | Місцезнаходження | Найменування | Рік спорудження          |
| ---- | ---------------- | ------------ | ------------------------ |
| 1696 | с. Заміхів       | Костьол      | друга половина XVIII ст. |
|      |                  |              |                          |